# Godswill Ekpolo
Elohor Godswill Ekpolo (Benin City, 14 maggio 1995) è un calciatore nigeriano, difensore dell'AEK Larnaca.

## Carriera
È giunto in Spagna nel 2001, a Tarragona, a seguito della famiglia. In Catalogna ha svolto la trafila delle giovanili con il Barcellona, diventando anche capitano della formazione Under-21 del club, e giocando con regolarità nel Barcellona B durante la stagione 2015-2016.
Dopo aver sostenuto nel luglio 2016 un provino con il Wolverhampton, Ekpolo si è aggregato al Fleetwood Town nella Football League One a partire dal successivo novembre.
L'arrivo in prestito del difensore Gethin Jones gli ha tolto spazi, così il giocatore nigeriano è tornato in Spagna per firmare, nel gennaio 2018, un contratto con il Mérida AD nel campionato di Segunda División B.
Il 29 giugno 2018 Ekpolo viene annunciato come nuovo ingaggio dell'Häcken, squadra militante nella massima serie svedese. Il trasferimento è avvenuto a tutti gli effetti il 15 luglio seguente, alla riapertura della finestra di calciomercato. Inizialmente il suo contratto prevedeva una durata di sei mesi, ma prima del termine della stagione ha sottoscritto un rinnovo fino al 2021. In giallonero ha giocato per tre stagioni e mezzo, fino alla scadenza contrattuale.
Il 29 dicembre 2021 viene reso noto che, alla riapertura del calciomercato di gennaio, Ekpolo si sarebbe unito a parametro zero per tre anni all'IFK Norrköping, altra squadra della massima serie svedese.
La permanenza di Ekpolo con i biancoblu svedesi dura una sola stagione, poiché nel gennaio 2023 viene ceduto ai ciprioti dell'Apollōn Limassol.

## Statistiche

### Presenze e reti nei club
Statistiche aggiornate al 12 luglio 2024.
| Stagione                | Squadra                 | Campionato              | Campionato | Campionato | Coppe nazionali | Coppe nazionali | Coppe nazionali | Coppe continentali | Coppe continentali | Coppe continentali | Altre coppe | Altre coppe | Altre coppe | Totale | Totale |
| Stagione                | Squadra                 | Comp                    | Pres       | Reti       | Comp            | Pres            | Reti            | Comp               | Pres               | Reti               | Comp        | Pres        | Reti        | Pres   | Reti   |
| ----------------------- | ----------------------- | ----------------------- | ---------- | ---------- | --------------- | --------------- | --------------- | ------------------ | ------------------ | ------------------ | ----------- | ----------- | ----------- | ------ | ------ |
| 2014-2015               | Barcellona B            | SD                      | 0          | 0          |                 | -               | -               |                    | -                  | -                  |             | -           | -           | 0      | 0      |
| 2015-2016               | Barcellona B            | SDB                     | 27         | 0          |                 | -               | -               |                    | -                  | -                  |             | -           | -           | 27     | 0      |
| Totale Barcellona B     | Totale Barcellona B     | Totale Barcellona B     | 27         | 0          |                 | -               | -               |                    | -                  | -                  |             | -           | -           | 27     | 0      |
| nov. 2016-2017          | Fleetwood Town          | FL1                     | 6          | 0          | FACup+CdL       | 1+0             | 0               |                    | -                  | -                  | FLT         | 0           | 0           | 7      | 0      |
| 2017-gen. 2018          | Fleetwood Town          | FL1                     | 3          | 0          | FACup+CdL       | 0+1             | 0               |                    | -                  | -                  | FLT         | 4           | 1           | 8      | 1      |
| Totale Fleetwood Town   | Totale Fleetwood Town   | Totale Fleetwood Town   | 9          | 0          |                 | 2               | 0               |                    | -                  | -                  |             | 4           | 1           | 15     | 1      |
| gen.-mag. 2018          | Mérida AD               | SDB                     | 8          | 0          |                 | -               | -               |                    | -                  | -                  |             | -           | -           | 8      | 0      |
| lug.-nov. 2018          | Häcken                  | A                       | 16         | 0          | CS              | 7               | 0               | UEL                | 1                  | 0                  |             | -           | -           | 24     | 0      |
| 2019                    | Häcken                  | A                       | 26         | 1          | CS              | 5               | 1               | UEL                | 2                  | 0                  |             | -           | -           | 33     | 2      |
| 2020                    | Häcken                  | A                       | 29         | 0          | CS              | 2               | 1               |                    | -                  | -                  |             | -           | -           | 31     | 1      |
| 2021                    | Häcken                  | A                       | 29         | 3          | CS              | 1               | 0               | UECL               | 2                  | 0                  |             | -           | -           | 32     | 3      |
| Totale Häcken           | Totale Häcken           | Totale Häcken           | 100        | 4          |                 | 15              | 2               |                    | 5                  | 0                  |             | -           | -           | 120    | 6      |
| 2022                    | IFK Norrköping          | A                       | 28         | 0          | CS              | 2               | 0               | UECL               | 2                  | 0                  |             | -           | -           | 32     | 0      |
| 2022-2023               | Apollōn Limassol        | AK                      | 10+3       | 1+0        | KK              | -               | -               | -                  | -                  | -                  | -           | -           | -           | 36     | 8      |
| 2023-2024               | Apollōn Limassol        | AK                      | 24+8       | 2+0        | KK              | 4               | 0               | -                  | -                  | -                  | -           | -           | -           | 36     | 2      |
| Totale Apollon Limassol | Totale Apollon Limassol | Totale Apollon Limassol | 45         | 3          |                 | 4               | 0               |                    | -                  | -                  |             | -           | -           | 49     | 3      |
| Totale carriera         | Totale carriera         | Totale carriera         | 217        | 6          |                 | 23              | 2               |                    | 7                  | 0                  |             | 4           | 1           | 251    | 9      |

## Palmarès

### Club

#### Competizioni giovanili
- UEFA Youth League: 1

Barcellona: 2013-2014

#### Competizioni nazionali
- Coppa di Cipro: 1

AEK Larnaca: 2024-2025